# Cytisus pseudoprocumbens
Cytisus pseudoprocumbens là một loài thực vật có hoa trong họ Đậu. Loài này được Markgr. miêu tả khoa học đầu tiên.